# ديف ويلسون (لاعب كرة قدم)
ديف ويلسون (بالإنجليزية: Dave Wilson)‏ (4 أكتوبر 1944 في المملكة المتحدة - ) هو لاعب كرة قدم بريطاني في مركز الهجوم. لعب مع غريمسبي تاون ونادي بيرنلي ونادي تشيسترفيلد ونادي كارلايل يونايتد ونادي والسول ونوتينغهام فورست.

## وصلات خارجية
- ديف ويلسون على موقع قاعدة بيانات كرة القدم.إي يو (الإنجليزية)